# Vüqar Nadirov
Vüqar Nadirov (azerbajdzjanska: Vüqar Ərşad oğlu Nadirov; Vüqar Ärsjad Oghlu Nadirov) född 15 juni 1987 i Sejidli, Azerbajdzjan, är en azerbajdzjansk fotbollsspelare som för närvarande spelar för den azerbajdzjanska fotbollsklubben FK Qarabağ. Nadirov har även gjort 61 landskamper för Azerbajdzjan, och gjort 4 mål.

## Karriär

### Klubbkarriär
Nadirov startade sin karriär som barn i klubben Ganjlik-95, från staden Sumqayıt. 2003 inledde han sin proffskarriär i klubben FK Qarabağ, och 2005 gick han till FK Chazar Lenkoran. 2008 gick han till FK Massallı, och samma år till FK Karvan. 2009 återvände han till FK Qarabağ, där han spelar för närvarande. 

### Internationell karriär
Vüqar Nadirov inledde sin karriär för det azerbajdzjanska fotbollslandslaget 2004, 16 år gammal i en match mot Polen. Med detta var han den yngsta spelaren någonsin att spela för azerbajdzjans landslag, fram till år 2008, då Araz Abdullajev debuterade i en kvalmatch mot Finland, endast 16 år och 176 dagar gammal.

## Privatliv
Nadirovs far dog under Nagorno-Karabach-kriget.